# Португальская овчарка
Португальская овчарка (порт. Cão da Serra de Aires) — порода собак, выведенная в Португалии.
В родном регионе Серра-де-Айрес породу называют «обезьянья собака».

## Описание породы

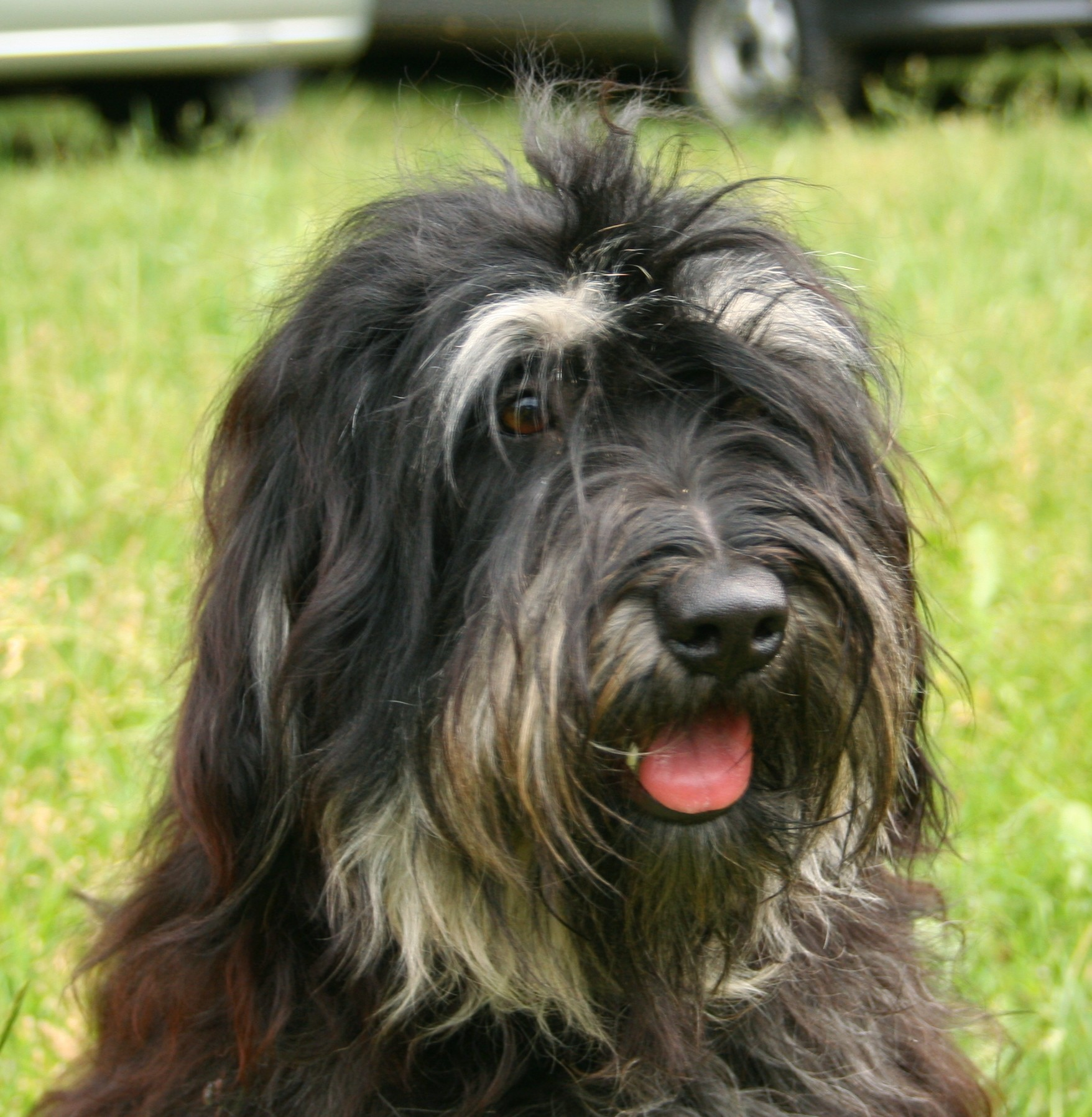
Голова португальской овчарки

Португальская овчарка - собака среднего размера с длинной вьющейся шерстью, покрывающей всё тело. Рост кобелей 45-55 см, сук 42-52см. Вес от 17 до 27 кг.
Голова среднего размера, широкая, не длинная. Череп квадратной формы. Морда короткая, нос округлый, приподнятый, чёрного или печеночного цвета у желтых и коричневых собак. Губы плотно прилегающие, такого же цвета как и нос. Челюсти хорошо развитые с полным набором зубов. 
Спина прямая и немного наклонная, длинная и мускулистая. Круп выпуклый, средней длины. Грудь средней ширины и глубины, ребра выпуклые. Хвост высоко посаженный и заостренный, густо покрыт длинными волосами. Передние конечности крепкие и прямые. Задние ноги широкие, прямые и сильные. Лапы округлые и длинные, с плотно сжатыми пальцами и толстыми подушечками. Походка легкая, размеренной рысью, галоп энергичный. 

### Шерсть
Шерсть длинная может быть прямой или волнистой с козлиной текстурой. Есть борода, усы и брови, но глаза не закрыты. Шерсть распределена равно мерно, в том числе между пальцев. Подшерстка нет. 
Окрас может быть жёлтым, коричневым, серым, палевым и волочим, светлых средних и темных оттенков, также может быть чёрный с подпалим отметинами. Может быть маленькое белое пятно на груди. 
Кожа толстая и эластичная, не плотная, слизистые желательно пигментированные.

## История
История португальской овчарки точно не известна. Порода была обнаружена в горном районе Серра-де-Айрес в начале 20-го века, из этого региона происходят и другие португальские породы: пиренейской и каталонских овчарок. По одной из версий о происхождении породы, она получилась как раз в результате скрещивания этих пород, но доказательств этому нет. 
По другой версии, более популярной, первый герцог де Кастро Гимарайнш, Мануэль Инасио де Кастро Гимарайнш импортировал из Франции несколько бриаров, чтобы пасти свои стада овец. Несмотря на то, что бриар очень хорошая пастушья собака, он не был приспособлен к горной португальской местности и климату. Герцог решил скрестить бриаров с местными породами, возможно со всё теми же каталонскими и пиренейскими овчарками. 
К концу 1920-х порода стала известно в родном регионе и прилежанием регионе Алентежу. Благодаря ограниченному участию Португалии в Первой и Второй Мировой войне португальская овчарка почти не пострадала, в отличие от других европейских пород собак. 

### Признание породы
1932 году порода была признана Португальским Кеннел-клубом, вскоре был написан и стандарт. Но из-за появления современных технологий, пастушьи собаки перестали быть необходимостью и к 70-м годам порода стала редкой. В конце 1970-х любители португальской овчарки объединились и смогли восстановить её. 
Лишь в 1996 году породу признала Международная Кинологическая Федерация. В 2006 году породу признала UKС. В сентябре 2012 года породу условно признал Американский Кеннел-клуб. 

## Характер
Португальская овчарка очень любознательна, с посторонними поначалу ведет себя настороженно, при этом проявляет бдительность, без нужды много лаять не любит. С другими собаками ведет себя спокойно. Собака этой породы очень предана хозяину, всегда готова что-либо сделать для него. При содержании португальской овчарки в семье следует учитывать её трудолюбивый и энергичный нрав и привлекательность к её участию в собачьих состязаниях, а при случае давать ей возможность пасти овец. Она хорошо поддается обучению, в семье ведет себя спокойно и приветливо, разумеется, если с ней заниматься с учетом её природных качеств и инстинктов. За густой, длинной и немного грубоватой шерстью, почти не имеющей подшёрстка, ухаживать сравнительно легко.